# Antoni Kieszkowski
Antoni Kieszkowski herbu Krzywda (ur. 1739, zm. 1814) – właściciel ziemski.

## Życiorys
Urodził się w 1739 jako Barnaba Antoni Ignacy. Wywodził się z rodu Kieszkowskich herbu Krzywda. Był wnukiem Jana Kieszkowskiego (komornik graniczny sandomierski) oraz synem Kazimierza Kieszkowskiego (podczaszy bracławski, zastawny posiadacz Rzeczowa, Psów i Woli Kuraszowej w 1725 i zarządca dóbr dobromilskich) i Katarzyny z domu Kamieńskiej. Miał braci: Jana Tomasza (ur. 1731, komornik graniczny chęciński, elektor Stanisława Augusta Poniatowskiego, bezdzietny), Walentego Macieja (1733-1794, członek Stanów Galicyjskich, kapitan wojsk polskich, bezdzietny), Stanisława Jana (ur. 1734), Rajmunda (1735-1736), Mikołaja Ignacego (ur. 1737).
Od swojego brata Walentego w 1733 nabył połowę Rudnika, a w 1794 Hruszatyce, Hruszatyczki, Sanoczany, Szandrowiec, Czarną, Żołobek, Rosochate. Przejął także dobra Górzna, których część (własną oraz otrzymane po braciach Janie i Walentym i po przyrodniej siostrze Urszuli Wąsowicz z domu Cieszkowskiej) sprzedał na rzecz Potockiego w 1799.
Ożenił się z Elżbietą z domu Korzeniowską, po pierwszym mężu Olszańską. Ich dziećmi byli: Marianna (po pierwszym mężu Raszewska, po drugim mężu Gruszczyna), Tekla i Stanisław (1772-1842, odziedziczył dobra po Antonim). Zmarł w 1814.